# Физиолошки функционални капацитет
Физиолошки функционални капацитет (ФФК) широки термин који описује функцију – конкретно, способност лакоће обављања физичког задатка или радње у стандардизованом окружењу (као што је брзина ходања, одржавање равнотеже, тестови мишићне издржљивости, итд.) мерено самопроценом или објективним мерењем. Као такав, ФФК је одраз понашања многих процеса повезаних са старењем и представља очуваност вишеструких физиолошких и неуролошких путева. Различити домени ФФК (нпр. мишићна снага, равнотежа) мере различите физиолошке системе, пружајући тако опсежну процену стања тела. Међутим, мерење сваког аспекта ФФК може бити сувишно и, у многим случајевима, недостижно, што сугерише да ће мањи избор маркера обезбедити поузданији начин за процену физиолошког функционалног капацитета.

## Опште информације
Познато је да физиолошки функционални капацитет (ФФК), дефинисан као способност обављања физичких задатака свакодневног живота и лакоћа са којом се ти задаци могу обављати, опада са старењем чак и код здравих одраслих особа. Ово на крају може резултовати:
- повећаном инциденцом морбидитетом и морталитетом,
- повећаним коришћењем здравствених услуга,
- губитком независности,
- смањеним квалитетом живота.

Поред тога, пад ФФК може постати озбиљна претња појединцима који се баве физички захтевним занимањем, јер се физички захтеви свакодневног рада обично не мењају са годинама. Ово би приморало старије раднике да раде ближе свом максималном капацитету и могло би довести до значајног стреса, хроничног умора и здравствених проблема.
Промена демографије старења становништва на глобалном нивоу довешће до повећања броја старијих особа које ће се суочити са овим негативним последицама смањења ФФК у вези са годинама. Стога је разумевање стопе и величине пада ФФК са годинама и фактора који доприносе паду од критичне важности.
Један од начина да се процени ФФК код људи је да се одреде промене у вршној перформанси вежбања са годинама код елитних спортиста. Примарна експериментална предност овог приступа је да су збуњујуће промене нивоа физичке активности, састава тела и дегенеративних болести са годинама или одсутне или су значајно смањене код високо обучених спортиста у поређењу са њиховим седентарним вршњацима. У том контексту, анализе пливачких перформанси, посебно, пружају низ предности за проучавање старења и ФФК. Пливање је активност без оптерећења и стога има релативно ниску инциденцу ортопедских повреда чак и код старијих одраслих особа. Поред тога, за разлику од других атлетских догађаја у којима је број мушких учесника већи од женских, пливачки догађаји привлаче сличан број учесника и мушкараца и жена у целом узрасту. Ово елиминише утицај ове потенцијалне „социолошке“ конфузије у тумачењу резултата на полно (родно) поређење.